# Лабораторія (видавництво)
«Лаборато́рія» — українське видавництво, яке у 2020 році заснував Антон Мартинов. Видає сучасний нонфікшн і художню літературу.
Видавництво позиціонувалось як таке, що видає перекладні книги близько до оригінального релізу. З російським вторгненням в Україну формат дещо змінився, тепер видаються також і книжки українських авторів, для чого було створено українську редакцію.
У «Лабораторії» вийшло уже понад 40 видань українською мовою. Серед них — «Гітлер і Сталін» Лоренса Ріса, «Черчилль і Орвелл» Томаса Рікса, «Нова карта світу» Деніела Єрґіна, «Дофамінове покоління» Анни Лембке, «Самотність» Вівека Мурті тощо.

## Історія
2019 року Антон Мартинов, колишній співвласник та директор видавництва «Наш Формат» продав свою частку бізнесу. Після цього, в липні 2020 року, він заснував своє власне видавництво «Лабораторія».
У 2020 році «Лабораторія» започаткувала два подкасти — «Лабораторія нонфікшн» і «Лабораторія сенсів».
До літа 2022 року видавництво працювало з перекладною літературою, але в липні того року було анонсовано вихід книжки Валерія Пузіка «З любов'ю — тато». Для цього було запроваджено українську редакцію.

## Подкасти
Видавництво створює два подкасти — «Лабораторія нонфікшн» і «Лабораторія сенсів». Партнерами проєкту є аудіобукс-книгарня АБУК і перший український застосунок для легального читання онлайн Librarius.
«Лабораторія нонфікшн» — це подкаст про нонфікшн книжки на важливі теми, які вийшли у «Лабораторії». У першому сезоні ведучим є Олександр Панасюк, у другому — Валерій Калниш. Гостями подкасту стали Владислав Грєзєв, Євген Стасіневич, Роман Абрамовський, Максим Нефьодов, Сергій Жуйков та інші. Під час ефірів ведучі разом із ними обговорювали одну книгу та проблематику навколо неї.
«Лабораторія сенсів» — подкаст-дослідження, присвячений 30-й річниці української незалежності. В ефірі ведучі Антон Мартинов і Олександр Панасюк разом із лідерами суспільної думки, підприємцями, громадськими діячами, науковцями та іншими відомими українцями розмовляють про розвиток українського суспільства, культуру та прогнози на майбутнє. Гостями ефірів були Юлія Федів, Ігор Козловський, Марк Лівін, Олександр Михед, Валерій Пекар, Віталій Портников та інші.